# Ashley Sessa
Pour les articles homonymes, voir Sessa (homonymie).
Ashley Sessa est une joueuse américaine de hockey sur gazon. Elle évolue au poste de milieu de terrain / attaquante au WC Eagles et avec l'équipe nationale américaine.

## Biographie
- Naissance le 23 juin 2004 à Schwenksville[2].
- Annonce de son engagement à l'Université de Caroline du Nord[3],[4].

## Carrière
Elle a fait ses débuts avec l'équipe première en novembre 2021 lors d'un match amical face au Canada en Californie.

## Palmarès
- : 3e à la Coupe d'Amérique U21 2021.